# Dontostemon
Dontostemon es un género de plantas fanerógamas de la familia Brassicaceae. Comprende 24 especies descritas y de estas, solo 12 aceptadas.

## Descripción
Son hierbas anuales, erectas, ramificadas, peludas con pelos simples o ramificados, mezclados con pelos glandulares. Hojas enteras a sinuada dentada, espatuladas o lineales, sésiles las superiores o subsésiles. Racimos ebracteados. Flores mediocres o pequeñas, blancas o lilas; pedicelos flexuosos en frutas, glandular. Sépalos erectos, par interior sacciforme ligeramente en la base. Pétalos sobre el doble de largo que los sépalos, espatulados. El fruto es una silicua lineal, algo cilíndrica, bilocular, dehiscente; semillas uniseriadas, oblongo-elipsoides, de color marrón.

## Taxonomía
El género fue descrito por Andrz. ex C.A.Mey. y publicado en Flora Altaica 3: 4, 118. 1831.

## Especies aceptadas
A continuación se brinda un listado de las especies del género Dontostemon aceptadas hasta julio de 2014, ordenadas alfabéticamente. Para cada una se indica el nombre binomial seguido del autor, abreviado según las convenciones y usos.	
- Dontostemon crassifolius (Bungeex Turcz.) Maxim.
- Dontostemon dentatus (Bunge) C.A.Mey. ex Ledeb.
- Dontostemon elegans Maxim.
- Dontostemon glandulosus (Kar. & Kir.) O.E.Schulz
- Dontostemon hispidus Maxim.
- Dontostemon integrifolius (L.) Ledeb.
- Dontostemon intermedius Vorosch.
- Dontostemon micranthus C.A.Mey.
- Dontostemon perennis C.A.Mey.
- Dontostemon pinnatifidus (Willd.) Al-Shehbaz & H.Ohba
- Dontostemon senilis Maxim.
- Dontostemon tibeticus (Maxim.) Al-Shehbaz